# Felice Contelori
Felice Contelori (Cesi, 8 de enero de 1588-ibid., 28 de septiembre de 1652) fue un eclesiástico, historiador, genealogista y bibliotecario italiano. 

## Vida
Hijo del juez Giovanni Maria Contelori y de Lucrezia (o Laura) Libicini, estudió en el Collegio Romano bajo la protección del cardenal Scipione Caffarelli Borghese.  
En 1616, ya doctor en Teología y en Derecho civil y canónico, se le encargó la compilación del catálogo de la biblioteca del decano de la Rota Giovanni Battista Coccini; posteriormente, mientras se desempeñaba como abogado en la Curia romana, los Barberini le encargaron ordenar su biblioteca.  Con la buena reputación que ganó con ambos encargos, tras la muerte de Niccolò Alamanni en 1626 el papa Urbano VIII (otro Barberini) le nombró custodio de la Biblioteca Apostólica Vaticana, cargo que en aquella época incluía también el de prefecto del Archivo Apostólico Vaticano.  
Cuando en 1630 ambos oficios se separaron, Contelori quedó a cargo del archivo, mientras la biblioteca fue puesta bajo la dirección de Orazio Giustiniani.
Fue comisario de la Congregación de confines y de la Cámara Apostólica, canónigo de San Pedro, referendario del Tribunal Supremo de la Signatura Apostólica,  comisario general de la Consulta, secretario de Breves a los príncipes y Prelado de honor de Su Santidad.
Con la muerte de Urbano VIII y el advenimiento de Inocencio X su carrera declinó.  Fue acusado de guardar en su casa documentos sacados del Archivo Vaticano, de lo que se defendió diciendo que los documentos eran los originales de sus propias obras, que pensaba publicar a beneficio de la Santa Sede.  Al mismo tiempo la República de Venecia exigió su cese, llevados por antiguos rencores sobre algunas de sus obras en las que se cuestionaba el papel de la república en la Paz de Venecia firmada en el siglo XII entre Alejandro III y Federico I Barbarroja y se ponía en duda sus preeminencias en el Adriático.  El papa Inocencio, embarcado en la Guerra de los Treinta Años, satisfizo a los venecianos y en 1644 destituyó a Contelori como prefecto del Archivo Vaticano, que quedó a cargo de Tommasso Centofiorini.
El nuevo papa le puso al frente de la congregación que debía traducir la Biblia al árabe (a pesar de que Contelori no manejaba este idioma) y le concedió la abadía de Santa Maria in Pantano, que pronto cedió a su sobrino.
Muerto en Cesi en 1652 de una apoplejía a los 64 años de edad, fue sepultado en la iglesia de San Angelo de esta misma ciudad.  Varios años después su familia mandó poner en su honor una lápida en Santa María Magdalena de Roma.

## Obras
Sin contar varias obras manuscritas que quedaron inéditas a su muerte, dejó publicadas varias más entre las que cabe destacar:
- De praefecto Urbis (Roma, 1631);
- Concordiae inter Alexandrum III S. P. et Fridericum I imperatorem Venetiis confirmatae narratio (París, 1632);
- Elenchus em. et rev. S. R. E. cardinalium ab anno 1294 ad annum 1430. Martini Quinti vita ex legitimis documentis collecta (Roma, 1641);
- Genealogia familiae Comitum Romanorum (Roma, 1650);
- Mathildis comitissae genealogia (Roma, 1657);
- Pars altera elenchi S. R. E. cardinalium ab anno 1430 ad annum 1549 (Roma, 1659).